# West Royalty-Springvale
Circonscription électorale provinciale du Canada
West Royalty-Springvale est une ancienne circonscription électorale provinciale de l'Île-du-Prince-Édouard (Canada). La circonscription est créée en 1996 à partir de portions des circonscriptions de 2e Queens, 3e Queens et 6e Queens.

## Liste des députés
| West Royalty-Springvale                                            | West Royalty-Springvale | West Royalty-Springvale   | West Royalty-Springvale | West Royalty-Springvale | West Royalty-Springvale |
| Nom                                                                | Nom                     | Parti                     | Mandat                  | Législature             |                         |
| ------------------------------------------------------------------ | ----------------------- | ------------------------- | ----------------------- | ----------------------- | ----------------------- |
| Pour la période 1873-1996, voir 2e Queens, 3e Queens et 6e Queens. |                         |                           |                         |                         |                         |
|                                                                    | Don MacKinnon           | Progressiste-conservateur | 1996 - 2000             | 60e                     |                         |
|                                                                    | Don MacKinnon           | Progressiste-conservateur | 2000 - 2003             | 61e                     |                         |
|                                                                    | Wayne Collins           | Progressiste-conservateur | 2003 - 2007             | 62e                     |                         |
|                                                                    | Bush Dumville           | Libéral                   | 2007 - 2011             | 63e                     |                         |
|                                                                    | Bush Dumville           | Libéral                   | 2011 - 2015             | 64e                     |                         |
|                                                                    | Bush Dumville           | Libéral                   | 2015 - 2019             | 65e                     |                         |
|                                                                    | Bush Dumville           | Indépendant               | 2015 - 2019             | 65e                     |                         |

## Géographie
La circonscription comprend les villages de Miltonvale Park et Warren Grove ainsi que des portions de la cité de Charlottetown et du village de Winslow South.